# Pałac w Trzebieszowicach
Pałac w Trzebieszowicach – zabytkowy pałac z XVI wieku w Trzebieszowicach w powiecie kłodzkim, wpisany do rejestru zabytków nieruchomych województwa dolnośląskiego.

## Historia
We wsi, na skalistym zakolu rzeki Białej Lądeckiej znajdował się zamek, służący jako siedziba rycerska. W swoim pierwotnym kształcie był  kamienno-drewnianą budowlą obronną. Do czasów współczesnych z ówczesnej warowni przetrwały relikty kamiennych ścian w piwnicach obecnego pałacu.
W XVI wieku na ruinach starej siedziby rycerskiej rozpoczęto wznoszenie renesansowego dworu z wewnętrznym dziedzińcem, składającego się z części o funkcjach mieszkalno-administracyjnych, domu czeladnego i budynków gospodarczych. Dwór powstawał etapami w latach 1550-1625, ale podstawowy budynek ukończono w 1613 r.
Dwór, wraz ze wszystkimi dobrami trzebieszowickimi należał od początku do jednej z linii rodu von Reichenbach – linii kłodzkiej z Trzebieszowic, Idzikowa, Sarn i Piotrowic. 
Pierwszym właścicielem pałacu z rodu Wallisów stał się pod koniec XVII wieku cesarski generał Georg Olivier starszy, baron von Wallis, który kupił od Johanna Caspara Stredele barona von Montani część Trzebieszowic. Wallisowie przeprowadzili barokizację dworu, który przez następne stulecie stanowił ich główną siedzibę na ziemi kłodzkiej aż do 1737 r. W 1692 r. wdowa po Georgu Olivierze von Wallis, baronie Carrighmain (zm. 1689), Magdalena de domo von Attems, nabyła jeszcze trzy wsie (Stary Waliszów, Skrzynkę i Pławnicę), oraz dwie części Trzebieszowic dołączając je do klucza strońskiego. W 1729 r. majątek odziedziczył Georg Olivier młodszy, który 18 marca 1706 r. otrzymał czeski tytuł hrabiowski, a po jego śmierci (1744) część majętności wraz z Trzebieszowicami znalazła się w rękach Stephana Oliviera. W 1783 r. sprzedał on wszystkie swoje majętności w Kłodzkiem Ludwikowi W.F. von Schlabrendorfowi.
Trzeciego sierpnia 1813 r. w trzebieszowickim pałacu obchodzono uroczyście urodziny pruskiego króla Fryderyka Wilhelma III. Oprócz jubilata i jego rodziny w uroczystości uczestniczył car Aleksander I.
Obecny wygląd pałacu w Trzebieszowicach, to efekt prac budowlanych prowadzonych w różnych okresach. Początkowo był tu dwór renesansowy, a w XVIII w. na jego miejscu wzniesiono nowy pałac, przebudowany następnie w XIX i na początku XX wieku. W trakcie modernizacji dokonanej na początku XIX w. skupiono się na przebudowie wnętrz, pozostawiając barokowy charakter elewacji. Pałac o rozczłonkowanej bryle zawierał dziedziniec z dwukondygnacyjnymi arkadami, który nakryto przeszklonym dachem, tworząc dużą salę z kominkiem. Zachowała się do dziś jednoprzestrzenna, piękna klatka schodowa. Jej ściany wyłożone są drewnianą boazerią o strukturze neoklasycystycznej zdobionej detalami w stylu neorenesansu i neobaroku – w centralnym miejscu umieszczono herb hrabiowski rodu. Kratę w głównym wejściu utrzymano w stylu secesji. Generalnie, modna na przełomie wieków XIX i XX secesja – gdy dokonywano modernizacji pałacu – została zdominowana przez zastosowanie neostylów (neorenesans, neobarok). Na drugiej kondygnacji uwagę przyciągają trzy pomieszczenia: sala z rokokowymi sztukateriami oraz od strony parku dwa secesyjne saloniki, a w nich intarsjowane drzwi z płaskorzeźbą głowy kobiety (podobno młodej właścicielki pałacu Wandy von Harbuval-Chammaré) zaprojektowanej przez Alfonsa Muchę. Założono fontannę, centralne ogrzewanie, urządzono ogród zimowy z roślinami tropikalnymi.
Barokowy, wielkodworski park o powierzchni 12,3 ha założono przy pałacu w Trzebieszowicach już przed 1720 r. Główną część założenia stanowił usytuowany skrajnie względem pałacu, regularny ogród ozdobny, założony na terenie splantowanym, na planie czworoboku i wydzielony murem przerwanym przez ogrodowe bramy. Ogród podzielony został wysokim strzyżonym żywopłotem na dwie części – kwadratowy ogród kwiatowy i prostokątny, wydłużony ogród letni. Funkcjonował też ogród warzywny i sad oraz zwierzyniec i bażanciarnia. Jednym z elementów kompozycyjnych całego założenia była rzeka Biała Lądecka. Tworzenie wspaniałych osi widokowych na park, rzekę, wieś i okoliczne wzniesienia była jednym z głównych motorów ostatniej wielkiej przebudowy pałacu w latach 1903–1905. Otoczenie trzebieszowickiego pałacu uchodziło w XIX w. za jedno z najpiękniejszych na ziemi kłodzkiej. Obecnie obiekt wraz oficyną jest własnością spółki, która po gruntownym remoncie udostępnia go jako hotel Zamek na Skale.

## Herby
Do dziś przetrwały ślady dawnych właścicieli pałacu:
- nad zewnętrznym portalem drzwiowym we wschodnim skrzydle pałacu umieszczono herb rodu Reichenbachów, otoczony wieńcem, który dzieli na pół datę 1613, a także inskrypcję niem. CHRISTOF GEORGE FRIEDRICH VND HANS REICHENBACH GEB BIELE[5].
- na wschodnim skrzydle pałacu, ale od strony rzeki, pod balkonem umieszczono herby, każdy wpisany w wieniec, upamiętniający ślub jednego z właścicieli pałacu z rodu von Reichenbachów. Na okazałej, kamiennej płycinie widnieje rok 1583. Po lewej stronie znajduje się herb z inicjałami: SVRBG (Sigismund Von Reichenbach Biele), a po prawej z MRVR (Margarethe Von Retschin)[6].
- na ścianie wieży wschodniej umieszczone są ceramiczny kartusze z herbami von Fürstenberg (L) i von Schlabrendorf (P)[7].

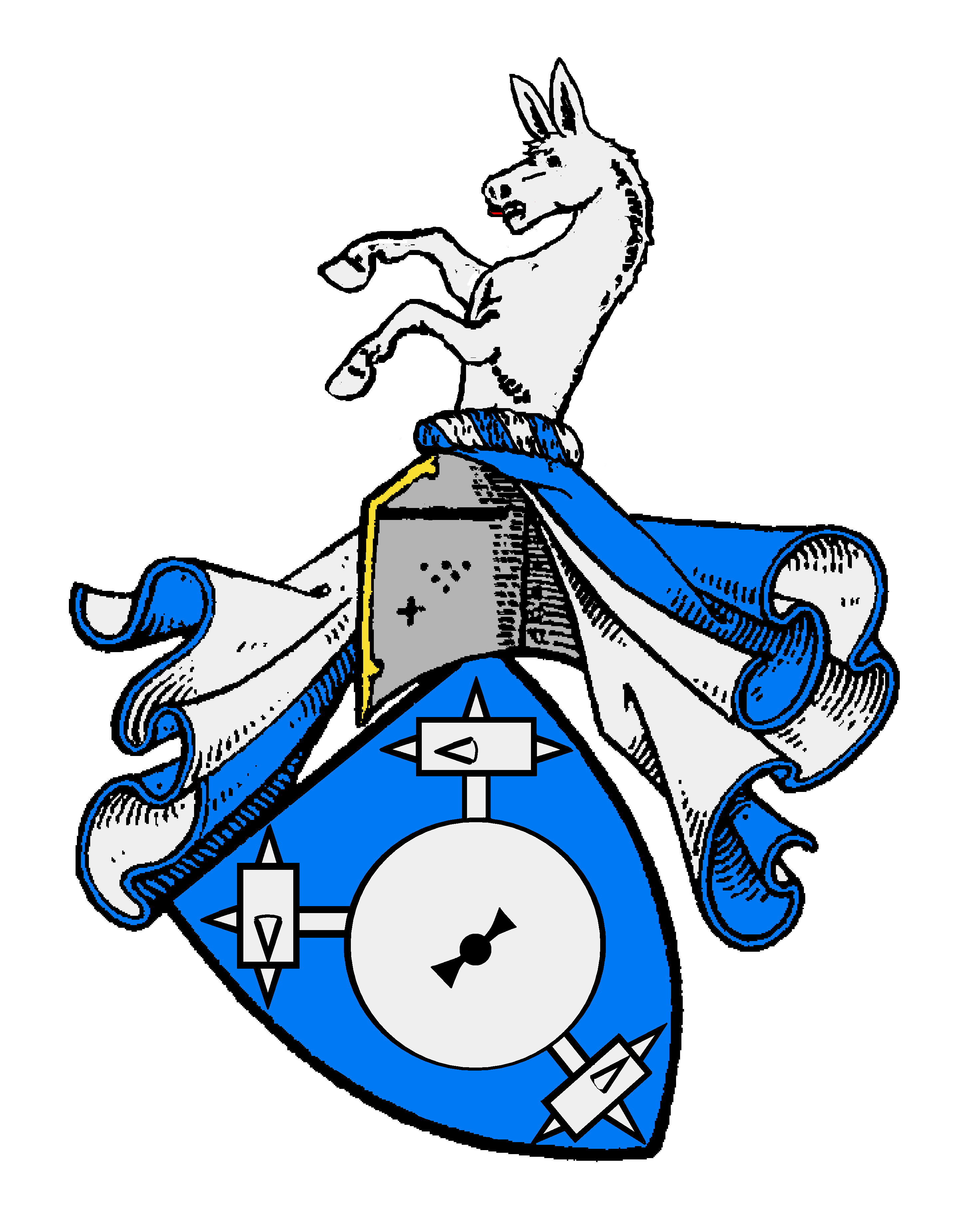
Herb  Sigismunda Reichenbacha
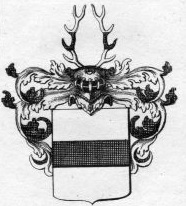
Herb Margarethe Ratschin
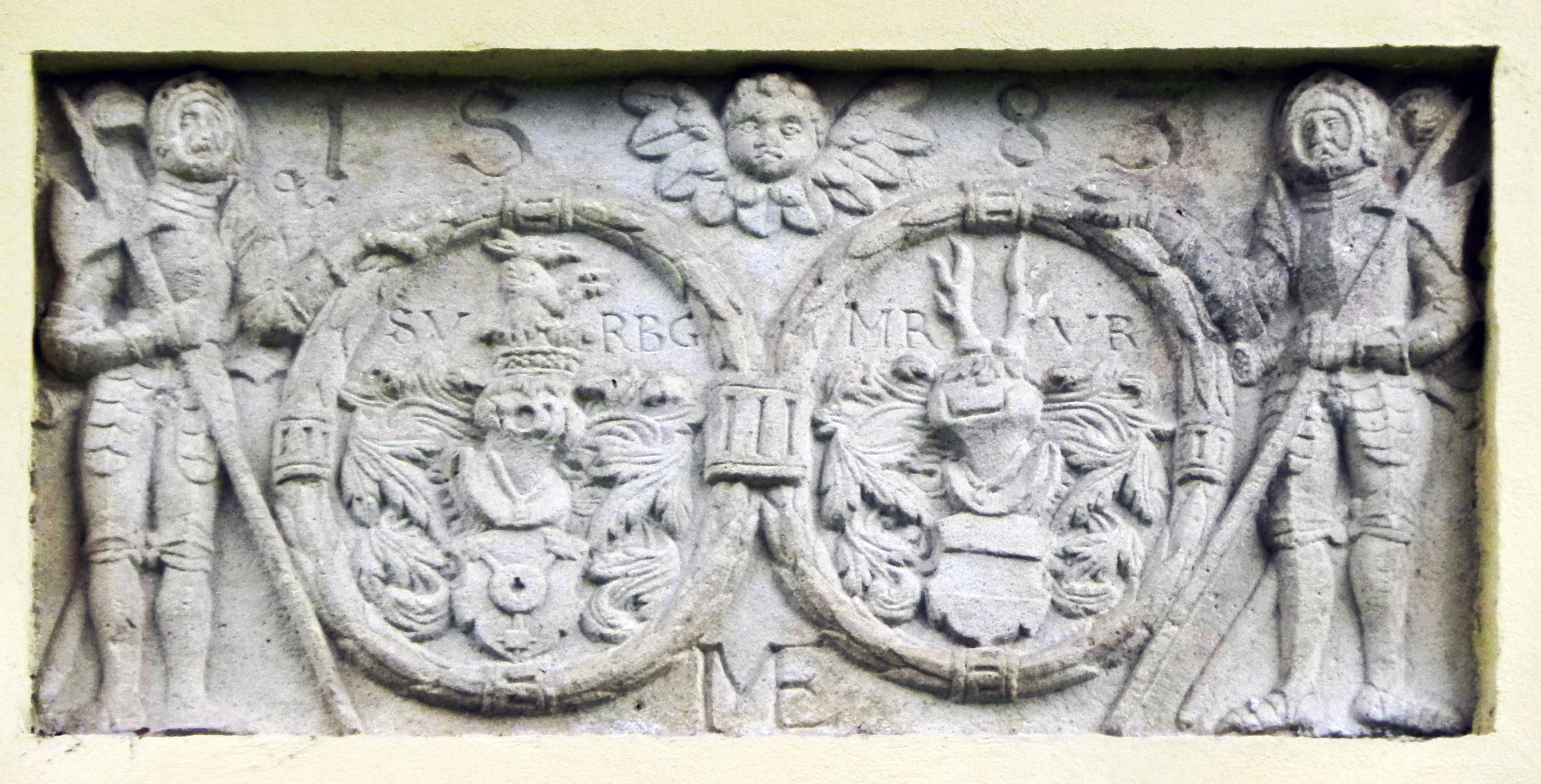
Płycina z 1583
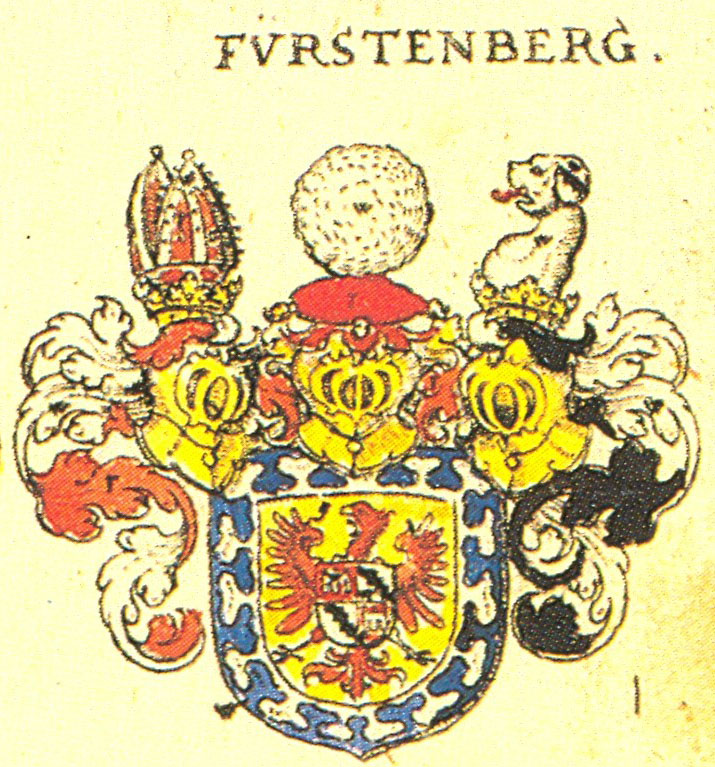
Herb Fürstenberg (odmiana)
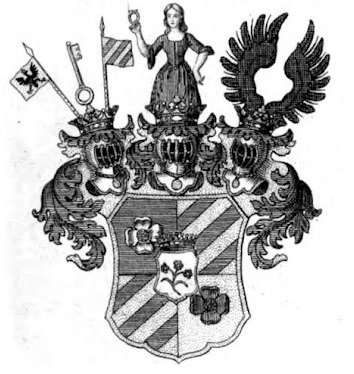
Herb Schlabrendorf
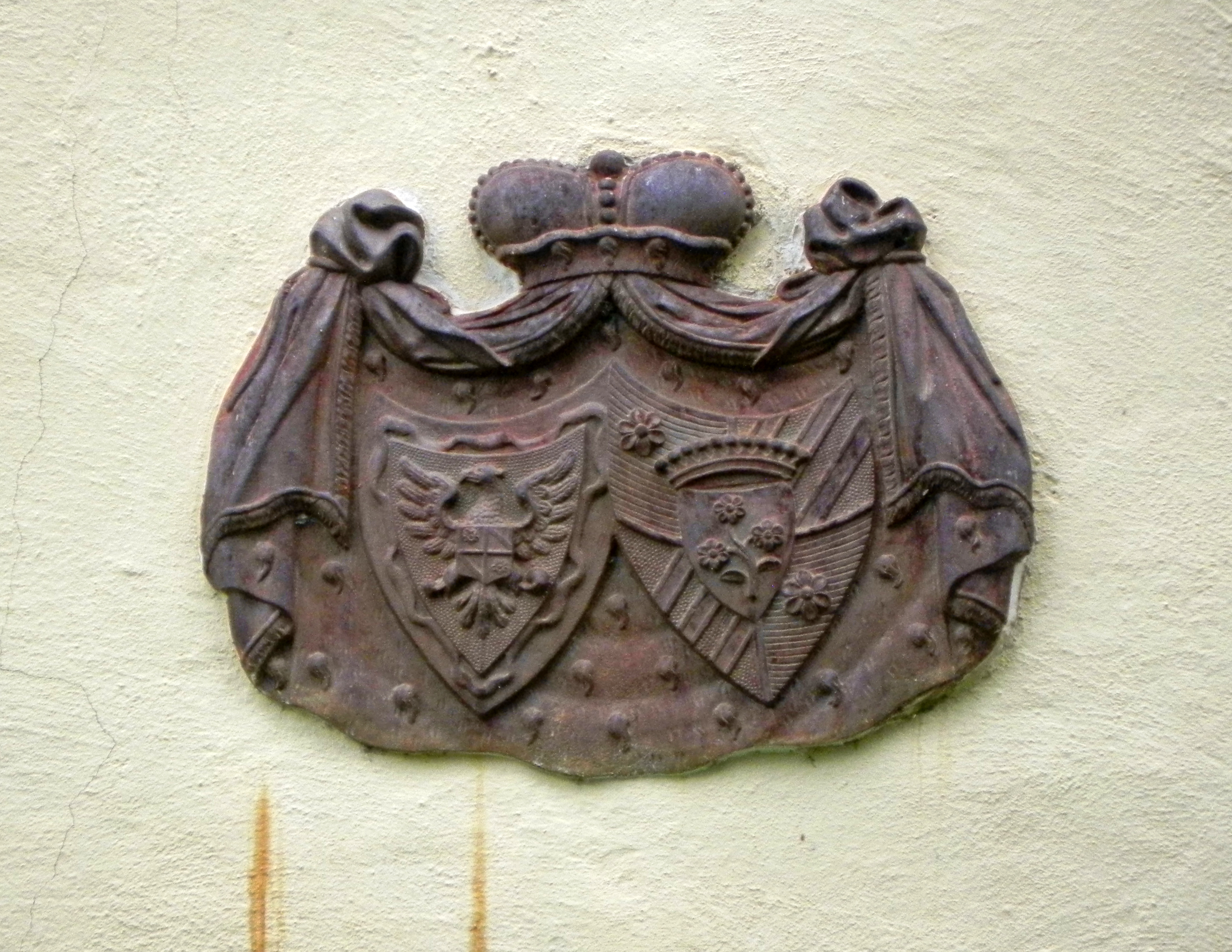
Ceramiczny kartusz

## Właściciele pałacu
- do 1338 – ród von Pannwitz: Tyczko[8]
- 1337 – 1552 – ród Reichenbach: Hans Reichenbach i zstępni
- 1552 – 1625 – ród Reichenbach: Sigismund, jego syn Hans, po jego śmierci syn Christoper Friedrich
- 1625 – 1678 – Johann Caspar Stredele, baron von Montani[2] oraz spadkobiercy
- 1678 – 1783 – Georg Ernst von Wallis (1637-1689)[9], baron Carrighmain, po jego śmierci żona Maria Magdalena (1655–1712)[10], a następnie syn Georg Olivier i wnuk Stephan Olivier (1744-1832)[11]
- 1783 – 1813 – hrabia Ludwig Friedrich Wilhelm von Schlabrendorf 1787[8], a po jego śmierci jego córka Teresa
- 1813 – 1864 – ród von Fürstenberg[2]: Joseph Friedrich,
- 1840 - wdowa po Joseph - żona Charlotta[8]
- 1864 – 1914 – rodzina von Harbuval-Chammaré:
- 1870 – Therese von Harbuval-Chammaré z domu von Schlabrendorf, ks. Anna von Schlabrendorf[8], syn Theresy - Pius, a po jego śmierci 12 listopada 1903 żona Wanda
- 1910  –  Wanda von Harbuval, Chamaré[12]
- 1914 – 1916 – Stanislaus von Harbuval-Chammaré
- 1916 – 1945 – Georg Müller
- 1945 – 2004 – Skarb Państwa PRL/RP
- 2004 – Zbigniew Nojszewski (prezes i jedyny udziałowiec firmy Neya sp. z o.o.)[13][14]